# يو إف سي 310
يو إف سي 310: بانتوجا ضد ساكورا (بالإنجليزية: UFC 310: Pantoja vs. Asakura) هو حدث لفنون القتال المختلطة نظّمته يو إف سي، وأُقيم في 7 ديسمبر 2024، على تي موبايل أرينا في بارادايس، نيفادا، وهي جزء من منطقة لاس فيغاس الحضرية، الولايات المتحدة.

## بطاقة القتال
1. ↑  على لقب بطولة يو إف سي لوزن الذبابة.

## الجوائز الإضافية
حصل المقاتلون التاليون على مكافآت بقيمة 50 ألف دولار.
- قتال الليلة: لم يتم منح أي مكافأة.
- أداء الليلة: ألكسندر بانتوجا، فنسنت لوك، تشيس هوبر، وكينيدي نزيتشوكو